# Neokilianina
Neokilianina es un género de foraminífero bentónico de la familia Parurgoninidae, de la superfamilia Pfenderinoidea, del suborden Orbitolinina y del orden Loftusiida. Su especie tipo es Kilianina rahonensis. Su rango cronoestratigráfico abarca el Kimmeridgiense (Jurásico superior).

## Discusión
Clasificaciones previas hubiesen incluido Neokilianina en la familia Chrysalidinidae de la superfamilia Textularioidea, así como en el suborden Textulariina del orden Textulariida o en el orden Lituolida.

## Clasificación
Neokilianina incluye a la siguiente especie:
- Neokilianina rahonensis †